# Molozonid
Molozonid (ali "molekularni ozonid") je 1,2,3-trioksolan oziroma tudi kot ciklični dialkil trioksidan. Molozonidi nastanejo pri ozonolizi alkenov s cikloadicijo med ozonom in alkenom. Gre za prehodni intermediat, ki se hitro preuredi, tako da nastane ozonid (1,2,4-trioksolan) kot relativno stabilen produkt. Ozonidi v nadaljevanju razpadejo z reduktivno ali oksidativno cepitvijo vezi, pri tem pa nastanejo alkoholi, karbonilne spojine ali njihovi derivati.